# Purkinje-effect

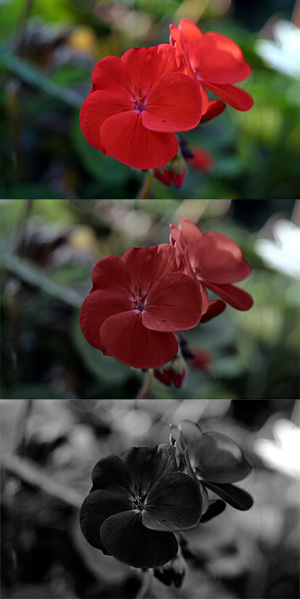
Gesimuleerd effect van een rode geranium met bladeren onder normaal licht (fotopisch), in de schemering (mesopisch) en ’s nachts (scotopisch zicht)

Het purkinje-effect (ook wel purkinjeverschuiving genoemd), is het verschijnsel dat de maximale lichtgevoeligheid van het menselijk oog bij lage verlichtingssterkte naar de blauwe kant van het spectrum verschuift. Het verschijnsel is genoemd naar de Tsjechische anatoom Jan Evangelista Purkyně.
Dit effect veroorzaakt een verschil in kleurcontrast afhankelijk van de verlichtingssterkte. Zo zien geraniumbloemen er helderrood uit in vergelijking met het mat-groen van hun bladeren, of in vergelijking met naburige blauwe bloemen. Maar als het donker wordt, verandert het contrast: de rode bloemblaadjes worden donkerrood of zwart, terwijl de bladeren en blauwe bloemblaadjes er juist relatief helderder uitzien.
Bij scotopisch zicht verandert de lichtgevoeligheid in functie van de golflengte, waarbij de waarneming voornamelijk zwart-wit wordt. De purkinjeverschuiving is het verband tussen het absorptiemaximum van rodopsine, dat bij 500 nm ligt, en het bij ca. 555 nm liggende maximum van de opsines in de kegeltjes voor lange en middellange golflengten die het fotopisch zicht voor hun rekening nemen.
In de astronomie in zichtbaar licht kan het purkinje-effect visuele schattingen van veranderlijke sterren beïnvloeden wanneer men vergelijkingssterren van verschillende kleuren gebruikt, vooral wanneer een van de sterren rood is.

## Fysiologie
Het effect ontstaat doordat de kleurgevoelige kegeltjes in het netvlies het gevoeligst zijn voor geel licht, terwijl de staafjes, die meer lichtgevoelig zijn (en dus belangrijker zijn bij lage verlichtingssterkte) maar geen kleuren kunnen onderscheiden, het gevoeligst zijn voor groen-blauw licht. Hierdoor worden we in feite kleurenblind bij lage verlichtingssterkte, bijvoorbeeld in maanlicht.
Het purkinje-effect treedt op bij de overgang tussen primair gebruik van de kegeltjes (fotopisch zicht) en de staafjes (scotopisch zicht), dus in het mesopische gebied: naarmate de lichtsterkte afneemt, nemen de staafjes het over, en voordat de kleurgevoeligheid helemaal verdwijnt, verschuift deze naar het maximum van de staafjes.

## Gebruik van rood licht
Dat de staafjes ongevoelig zijn voor lange golflengten, is de reden voor het gebruik van rode lichten in bepaalde situaties, zoals in controlekamers in onderzeeërs, in laboratoria, of in de blote-oog-astronomie.
In situaties waar het wenselijk is dat zowel het fotopische als het scoptopische systeem actief is, bieden rode lampjes een oplossing. Onderzeeërs zijn zwak verlicht, teneinde het nachtzicht van de bemanning te handhaven, maar in de controlekamers moet voldoende licht zijn om de instrumenten te kunnen aflezen. Door het gebruik van rode lampjes of het dragen van rode brillen krijgen de kegeltjes voldoende licht om fotopisch zicht mogelijk te maken (voldoend scherp zien om instrumenten te kunnen aflezen). Doordat de staafjes niet verzadigd raken door helder licht en zij niet gevoelig zijn voor rood licht, blijven de ogen toch aan het donker aangepast, voor als men bijvoorbeeld ’s nachts door de periscoop moet kijken.
Rood licht wordt veel gebruikt in onderzoeksituaties. Veel researchdieren, zoals ratten en muizen, hebben een beperkt fotopisch zicht, daar zij veel minder kegeltjes hebben.
Doordat men rood licht gebruikt, blijven de dieren „in het donker” (de actieve periode voor nachtdieren), maar de onderzoekers, die één soort kegeltjes hebben dat gevoelig is voor lange golflengten, kunnen de instrumenten aflezen of procedures uitvoeren die zelfs bij volledig aan het duister aangepaste ogen, dus met lage gezichtsscherpte en scotopisch zicht, nauwelijks mogelijk zijn.
Om dezelfde reden worden displays voor nachtdieren in dierentuinen vaak rood verlicht.

## Fotografie
Fotografen die nog met een donkere kamer werken, kennen ook het purkinje-effect: het duurt ca. een half uur voordat men in het donker (bij rode of geelgroene verlichting) voldoende ziet om goed te kunnen werken, bijvoorbeeld om afdrukken goed te kunnen beoordelen.

## Geschiedenis
Het effect is in 1819 ontdekt door Jan Evangelista Purkyně. Purkyně was een uomo universale, die vaak in de ochtendschemering liep te mediteren. Hij merkte dat zijn favoriete bloemen er op een zonnige middag helder rood uitzagen, terwijl ze in de ochtendschemering erg donker leken. Hij realiseerde zich dat het oog niet één, maar twee systemen voor kleurenzien moest hebben, een voor heldere en goed verlichte situaties, en een voor schemering en donker.
Hij beschreef dit als volgt (vertaald):

Objectief is de mate van belichting van grote invloed op de kwaliteit van het kleurenzien. Om zich daar levendig van te overtuigen, neme men vóór het aanbreken van de dag, wanneer het juist de eerste schemer begint, de kleuren voor zich. In het begin ziet men slechts zwart en grijs. Juist de meest levendige kleuren, rood en groen, lijken het zwakst. Geel kan men lange tijd niet van rozenrood onderscheiden. Het blauw kon ik het eerst zien. De rode nuances, die anders bij daglicht het sterkst schijnen, namelijk karmijn, vermiljoen en oranje, lijken lang het donkerst, helemaal niet in verhouding tot hun gemiddelde helderheid. Het groen lijkt meer blauwachtig, en de gele tint ontwikkelt zich pas naarmate de dag opkomt.